# Kalamaki (Ahaia)
Kalamaki (greacă Καλαμάκι) este un oraș în Grecia în Prefectura Ahaia.